# Dichrooscytus barberi
Dichrooscytus barberi är en insektsart som beskrevs av Knight 1925. Dichrooscytus barberi ingår i släktet Dichrooscytus och familjen ängsskinnbaggar. Inga underarter finns listade i Catalogue of Life.